# Votorantim S/A
A Votorantim é uma empresa multinacional brasileira de controle familiar.
Com presença global, atua hoje em 19 países com investimentos nos setores de mineração, cimento, energia, finanças, investimentos imobiliários e produção de suco de laranja concentrado, possui mais de 34 mil funcionários e registrou um lucro líquido de R$ 2 bilhões em 2018.

## História
José Ermírio de Moraes, um engenheiro pernambucano formado pela Escola de Minas do Colorado, compra as ações e assume o controle da empresa de seu sogro, o imigrante português Antônio Pereira Inácio, que em 1918 havia adquirido uma fábrica de tecelagem localizada no bairro Votorantim em Sorocaba, São Paulo. É neste ponto que se inicia a história da companhia.
Em função da Grande Depressão, ocorrida alguns anos depois, José Ermírio passou a diversificar as frentes de negócios da empresa, que até então atuava somente no setor têxtil, e ingressou no setor químico através da aquisição da Companhia Nitro Química. Investiu também na produção de cimento e alumínio, fundando a Companhia Brasileira de Alumínio (CBA) e passou a atuar nos setores de energia, siderúrgico, papel e celulose, financeiro e suco de laranja. Com o seu falecimento em 1973, seu filho Antônio Ermírio de Moraes assumiu o controle da companhia, juntamente com seu irmão José Ermírio de Moraes Filho.
Em 2001, a investidora inicia seu processo de internacionalização através da compra da St. Marys Cement, no Canadá, dando início à Votorantim Cimentos North America.
Em 2003, a Votorantim cria um centro de documentação e pesquisa responsável pelo legado e preservação da história da empresa, que desenvolve um trabalho de catalogação e registro da história oral dos empregados. Contando com uma lista de empresas em seu portfólio, a Votorantim se torna a única holding brasileira de capital fechado a possuir classificação nas três mais importantes agências de rating: Moody’s (2007), Fitch Ratings (2006) e Standard & Poor’s (2005).
Em 2009, um estudo realizado pela Sociedade Brasileira de Estudos de Empresas Transnacionais e da Globalização Econômica (Sobeet) classifica a gestora como uma das cinco multinacionais brasileiras com maiores ativos no exterior, somando US$ 7.8 bilhões.
Em 2016, 2017 e 2018, a Votorantim é mencionada nos rankings Melhores Empresas para Trabalhar e Melhores Empresas para Começar a Carreira, ambos organizados pela revista Você S/A. Também foi reconhecida em 2018 pela premiação das 150 melhores empresas para trabalhar, pela Great Place to Work (GPTW) com publicação na Época Negócios.

### Governança Corporativa
O sistema de Governança Corporativa do Grupo começou nos anos 90 quando a 3ª geração de acionistas da família ficou responsável por criar um modelo de gestão de acordo com a competitividade industrial da época, mais agressivo e globalizado.
Com isso, a gestora passa a utilizar um formato de governança que assegurava o crescimento e o equilíbrio entre acionistas familiares e executivos da companhia. Esse modelo foi consolidado em 2001 e passou a ser exercido pelo Conselho de Administração da Hejoassu, empresa que opera o controle acionário da Votorantim.
A estrutura englobava o Conselho da Família, responsável pela interface entre os familiares e empresas do portfólio com o acompanhamento da sua educação, e o Conselho da Votorantim Participações, encarregado de definir estratégias e diretrizes da companhia como a validação do planejamento de todas as frentes de negócio.
Em função do seu modelo de governança, a Votorantim recebeu o reconhecimento internacional do Instituto suíço IMD Business School e do Lombard Oder Darier Hentsch Bank em 2005, sendo considerada a melhor empresa familiar do mundo e sendo a primeira companhia latino-americana a receber este reconhecimento.
Para seguir aprimorando seu sistema de gestão, foram criados, em 2013, novos Conselhos e Comitês de Supervisão para cada empresa do portfólio, liderados por conselheiros Votorantim Participações, executivos e representantes independentes.
Em janeiro de 2016, houve uma reestruturação societária das holdings em que a Votorantim Participações foi incorporada pela Votorantim Industrial, que passou a se chamar Votorantim S.A 

## Segmentos de atuação
As empresas investidas da Votorantim S/A são:

### Votorantim Cimentos
Fundada em 1936, através da fábrica Santa Helena, é primeira empresa da companhia. No início, produzia cimentos da marca Votoran e estava localizada em uma área industrial de Sorocaba (São Paulo). Em 2002 a Votorantim Cimentos expandiu a sua presença no mercado brasileiro com a aquisição da empresa Engemix, especializada em serviços de concretagem. Dois anos mais tarde, a empresa Holcim, que atuava no mesmo segmento, foi incorporada à Engemix. Sendo três vezes destaque no prêmio “Melhores e Maiores” da revista Exame (2014, 2015 e 2016), a Votorantim Cimentos atua em 14 países e é a 7ª maior companhia do setor cimenteiro em capacidade instalada do mundo. Em 2017, liderou o ranking Transparência em Relatórios Corporativos, divulgado pela organização Transparência Internacional Brasil.

### Acerbrag
Em 2017, a Votorantim firma um acordo com a ArcelorMittal pelo qual as operações de siderurgia da Votorantim no Brasil, controladas pela Votorantim Siderurgia, passam a ser subsidiárias da ArcelorMittal. Com isso, a Votorantim se torna acionista da empresa. A gestora continua a investir no setor siderúrgico por meio de sua empresa internacional: a AcerBrag. Em 2022, a Paz del Río foi vendida pelo grupo Trinity.

### CBA
As atividades ligadas à produção de alumínio têm início com a construção da Companhia Brasileira de Alumínio, a CBA, inaugurada em 1955, localizada no interior de São Paulo.
Em função da alta demanda de energia das plantas de alumínio da companhia, a Votorantim inicia a construção de usinas hidrelétricas na bacia do Rio Juquiá (Vale do Ribeira/SP). Esse investimento cresce para formar o Complexo Juquiá que conta, ao todo, com sete usinas. Para assegurar o abastecimento contínuo de águas nas usinas dessa região, são adquiridos 31 000 hectares de Mata Atlântica nas áreas próximas de rios e nascentes, mantendo assim sua proteção. Em 2012, a área se transforma na Reserva Legado das Águas, embora a região seja conservada por mais de 50 anos pela Votorantim. 
Nos anos que seguem, a CBA conquista o Prêmio de Excelência da Indústria Minero-metalúrgica Brasileira, realizado pela revista Minérios y Minerales.

### Nexa Resources
A Votorantim Metais (atual Nexa) é inaugurada em 1956 com a produção de zinco feita pela refinaria Três Marias, em Minas Gerais. Suas operações iniciam em 1969, com o uso do minério tratado em Vazante. Em 2004, a empresa aumenta a sua abrangência com a aquisição da refinaria Cajamarquilla, no Peru, e torna-se internacional. Um ano depois, compra participações da mineradora Milpo e, em 2010, assume o controle total da terceira maior produtora de zinco do Peru. Nos anos seguintes, amplia sua atuação para os Estados Unidos e Luxemburgo.
Em 2005, a Votorantim Metais é classificada como uma das 10 maiores empresas de mineração do Brasil, segundo a “Melhores e Maiores” da Revista Exame e, em 2012, conquista o título de uma das “Melhores Empresas para se Trabalhar” no Brasil pela Você S/A. 
Em 2017, a empresa muda seu nome e torna-se Nexa Resources ao realizar a precificação da sua oferta pública de ações (IPO) nas Bolsas de Toronto e Nova York. Considerada uma das cinco maiores produtoras de zinco do mundo e a líder na América Latina, a Nexa Resources conta com um portfólio diversificado que inclui ainda: chumbo, prata, cobre, ouro, minérios, metais não-ferrosos e químicos.  

### Citrosuco
A Votorantim inicia suas operações dentro do setor de suco de laranja concentrado em 1989 com a criação da Citrovita. Em 2010, essa empresa se funde à Citrosuco, do Grupo Fisher, e passa a adotar este nome, tornando-se a maior produtora mundial de suco de laranja concentrado.

### Banco BV
O Banco BV foi fundado em 1988, como uma distribuidora de valores mobiliários (DTVM). Em 1991, se torna um banco múltiplo. Em 2009, visando a expansão dos negócios e o reforço da competitividade do Banco, a Votorantim firma um acordo de parceria estratégica com o Banco do Brasil, dando direito ao equivalente de 50% do capital social total dele para o BB. O Banco BV conta com 5 052 funcionários e soma um total de ativos equivalente a R$ 108,028 milhões (2016)..

### Votorantim Energia
Criada em 1996, a Votorantim Energia é uma das maiores autoprodutoras de energia do setor privado. A primeira usina da companhia foi construída com o objetivo de suprir a necessidade energética. O grupo tem sob sua gestão 33 hidrelétricas.
Em 2018, a Votorantim Energia inaugura o Complexo Eólico Ventos do Piauí anunciando a entrada da empresa no investimento em energia eólica.
No dia 19 de outubro de 2018, o consórcio São Paulo Energia, formado entre as empresas Votorantim Energia e o Canada Pension Plan Investment Board (CPPIB), arrematou o controle acionário do governo paulista na CESP, pelo valor de R$ 1,7 bilhão.
Adicionalmente, o consórcio deveria pagar R$ 1,397 bilhão de outorga pela renovação antecipada da concessão da Usina Engenheiro Sérgio Motta (Porto Primavera), por 30 anos, até 2048. O contrato de concessão com o governo federal venceria em 2028.
Em 28 de março de 2022, a CESP foi incorporada pela VTRM Energia, joint venture da Votorantim Energia e do CPPIB, e a nova empresa resultante da fusão passou a se chamar Auren Energia.
Em 15 de maio de 2024, foi anunciada a compra da AES Brasil pela Auren. Com a incorporação dos ativos da AES Brasil, seria criada a terceira maior geradora do Brasil, com 8,8 GW de capacidade instalada. Será feita uma reorganização societária que converterá a AES em subsidiária integral da Auren e ocorrerá a unificação das bases acionárias da Auren e da AES Brasil.

### Altre
Constituída no fim de 2020 como uma plataforma de investimentos imobiliários da Votorantim, a Altre avançou em diversas frentes no decorrer de seu primeiro ano completo de atuação — a começar pela estruturação da governança, com a nomeação de Diretor-Presidente e a instituição de seu Conselho de Administração, incluindo membros independentes. A Altre escolheu instalar-se na Vila Leopoldina, bairro da capital paulista onde, desde 2016, a empresa vem conduzindo um inovador projeto de ressignificação urbana sob o conceito de smart cities, que consiste em aliar desenvolvimento econômico a ganhos sociais.
O complexo instalado na região, que, em 2021, passou a ser denominado Spark e ganhou marca própria, agrega o espaço de entretenimento ARCA e o hub de inovação e tecnologia STATE — resultados de retrofits realizados em antigos galpões de propriedade da holding —, além do empreendimento Atlas Office Park, de escritórios corporativos.
Em 2021, grande parte dos eventos realizados na ARCA foram on-line, em razão da pandemia, mas também ocorreram alguns presenciais com destaque para o SP-Arte, Festival Internacional de Arte de São Paulo, que levou ao espaço cerca de 7 mil pessoas por dia, no decorrer de cinco dias. Com o arrefecimento da crise sanitária, a agenda de eventos para 2022 está disputada. Ao lado do STATE, foram concluídas obras de ampliação e retrofit de novos espaços de escritório. Parte deles já foram locados e abrigam a nova sede de uma grande empresa de móveis e decoração. No Atlas Office Park, onde está instalada a sede da Altre, o destaque foi a aquisição dos 50% de participação remanescente do capital do empreendimento, que agora passou a pertencer integralmente à Altre.
Na vertical de desenvolvimento de bairros planejados, a Altre conduziu movimentos relevantes no ano, como o lançamento da primeira fase do Vivalegro, um novo bairro no município de Votorantim, em São Paulo, que teve os 450 lotes da 1ª fase 100% vendidos. A iniciativa foi a largada para o fortalecimento da estratégia da Altre no desenvolvimento de ativos próprios. Ao mesmo tempo, a empresa vem conduzindo o licenciamento de bairro planejado no município de Paulista, em Pernambuco, com previsão para lançamento da primeira fase ainda em 2022.
Na pauta de novos investimentos, além da aquisição da participação recente do Atlas Office Park, a Altre adquiriu 60% da torre corporativa do empreendimento Alto das Nações, que será o edifício mais alto da capital paulista após a sua conclusão, prevista para 2025. Além disso, iniciou a prospecção de oportunidades de investimento imobiliários nos Estados Unidos.

## Compromisso social e ambiental

### Instituto Votorantim
Com o intuito de fazer a gestão do investimento social privado, nasceu o Instituto Votorantim em 2002. O Instituto é responsável por definir o foco de atuação das empresas e definir suas diretrizes na área de responsabilidade social.
O trabalho desenvolvido é voltado para as comunidades dos municípios em que as empresas investidas da Votorantim estão presentes, atuando em políticas socioambientais, educação e desenvolvimento local. O Instituto também atua em parceria com ONGs e monitora resultados dos trabalhos nas comunidades.
Em 2013 e 2015, o Instituto ganha o Prêmio Latino Americano de Desenvolvimento de Base, cujo objetivo é valorizar iniciativas comunitárias focadas no combate à pobreza na América Latina. Também em 2015, o Programa ReDes, desenvolvido pelo Instituto Votorantim e pelo BNDES, é reconhecido pelo PNUD como uma das iniciativas de inclusão social do Brasil.
Em 2016, o Instituto Votorantim executa 340 projetos entre iniciativas próprias e apoio a projetos locais, totalizando um investimento equivalente a R$ 108,50 milhões de reais. Motivado pela celebração de 100 anos da Votorantim, em 2018, o Instituto aumentou a abrangência do Parceria Votorantim pela Educação (PVE) para 103 municípios. 

### Legado das Águas
Entre 1920 e 1950, Antonio Ermírio de Morais, membro acionista da Votorantim, adquire 31 000 hectares de Mata Atlântica, a fim de garantir a proteção das nascentes e dos rios utilizados pelas usinas do Complexo Juquiá. Considerado a maior reserva de mata atlântica privada do Brasil, o Legado das Águas fica no Vale do Ribeira, sul do estado de São Paulo e abrange três municípios: Juquiá, Miracatu e Tapiraí. 
Até 2012, a Votorantim firma um acordo com o Governo do Estado de São Paulo para a implantação de uma reserva, desenvolvendo atividades de pesquisa, educação ambiental e turismo, além de possibilidades de negócio a partir dos recursos ambientais. Com isso, a área adquirida entre as décadas de 20 e 50 transformam-se na Reserva Legado das Águas.